# Xystochroma minutum
Xystochroma minutum là một loài bọ cánh cứng trong họ Cerambycidae.